# Fin Fin
Fin Fin ist eine Lebenssimulation mit künstlicher Intelligenz der Firma Fujitsu, die im September 1997 für Windows auf den Markt kam. Der komplette Spieletitel lautete: Fin Fin, Dein Freund vom Zauberplaneten Teo. Fin Fin kam im selben Jahr auf den Markt wie das bekannteste „virtuelle Haustier“ (Englisch virtual pet), das Tamagotchi, war allerdings kein Taschenspielzeug, sondern ein Spiel für den PC.

## Spielprinzip
Das Spiel besitzt kein festes Ziel, sondern soll den Spieler Geduld und Verantwortung lehren, indem der Spieler langzeitig versucht Fin Fins Freundschaft und Zuneigung zu gewinnen. Hierbei gibt es für den Spieler mehrere Möglichkeiten, sich mit der Hauptfigur zu verständigen. Die einfachste Verständigungsart ist über die Tastatur, indem man die Nummerntasten von 1 bis 5 drückt. Dadurch werden kurze Melodien abgespielt, die Fin Fins Aufmerksamkeit erregen. Um den Spaßfaktor zu erhöhen, kann man auch mit einem Mikrofon und einer dem Spiel beiliegenden Trillerpfeife mit Fin Fin in Kontakt treten. In den 3-, 4- und 5-Welten-Versionen ist es zusätzlich möglich, durch das beiliegende Programm „FinFin-Soundrecorder“ und einem Mikrofon, kurze Tonaufnahmen auf die restlichen Nummerntasten von 6 bis 0 aufzunehmen. Diese können bei Betätigen der Tasten im Spiel abgespielt werden. Des Weiteren gab es noch eine separate Sensoreinheit, die Fin Fin mitteilte, ob der Spieler vor dem Bildschirm saß. Der Sensor hatte jedoch wegen einer fehlerhaften Installationsroutine in Deutschland nicht funktioniert.

## Spielfiguren

### Hauptfigur
Fin Fin ist die Hauptfigur des Spiels und ist halb Delfin, halb Vogel. Der Spieler kann ihn an verschiedenen anwählbaren Orten seines Heimatplaneten Teo („The Other Earth“) beobachten oder sich mit ihm verständigen. Je nach momentanem Aufenthaltsort reagiert Fin Fin unterschiedlich auf Interaktionsversuche. So kann man ihm beim Schwimmen, Fliegen oder Spielen beobachten oder ihm beim Singen oder „Sprechen“ (Vogelgeräusche) zuhören.

### Nebenfiguren
Fin Fin besitzt eine Familie, die aus seiner Frau und einem regelmäßig nachkommenden Kind besteht. Zusammen kann man diese Familie nur besuchen und beobachten, wenn man eine Version mit allen sechs Orten besitzt oder wenn die Version den Ort namens "Nest" beinhaltet. Bei niedrigeren Versionen kann man in seltenen Fällen nur Fin Fins Frau an zwei bestimmten Orten beobachten.

## Flora und Fauna
Außer der Hauptfigur können auch weitere Tiere und Pflanzen von dem Planeten bestaunt werden. Es gibt freundliche Tiere, die mit der Hauptfigur interagieren, aber auch feindlich gesinnte Tiere, die der Hauptfigur das Leben schwer machen. Da es im Spiel Tag und Nacht sowie auch Jahreszeiten gibt, kann man bestimmte Pflanzen beim Er- und Verblühen beobachten.

## Wetter und Phänomene
Das Spiel stellt wechselndes subtropisches Wetter dar, wie Sonnenschein, Bewölkung, Regen oder Gewitter. Auch wenn Fin Fin manchmal schläft, gibt es keine Nacht. Außerdem gibt es Schauspiele wie Sternschnuppenfall und Mondfinsternis oder Wetterphänomene wie Regenbogen und Nordlicht (obwohl dieses in Äquatornähe nicht auftreten kann) zu bestaunen.

## Orte
Es gibt im Spiel insgesamt sechs Orte, die man besuchen kann. In Deutschland erschien als erstes eine Version, in der man drei der sechs Orte anwählen konnte. Später folgte eine Version mit vier anwählbaren Orten. Die Version für fünf Orte erschien nur in den USA und die Version mit allen sechs Orten war ausschließlich in japanischer und chinesischer Sprache verfügbar. Seit längerer Zeit kann man jedoch eine von einem Fan fast vollständig ins Deutsche übersetzte Betaversion von allen sechs Orten auf der Seite FinFin-Archiv herunterladen.
| Beschreibung und Aussehen des Ortes: Das ist der bekannteste und wichtigste Ort des Spiels. Er ist recht hochgelegen und man hat einen weiten Blick über die darunterliegenden Wälder bis zum "Ermes" Berg. Im Bild befinden sich im Vordergrund ein geringelter Ast. Im Mittelgrund, links im Bild, ist ein in sich selbst gewindeter „Yaika“-Baum mit herunterhängenden Blättern zu sehen (ähnlich einer Weide oder einer Birke). Etwas weiter hinten, rechts im Bild, befinden sich zwei palmenähnliche Bäume. Bezug auf Beobachtung und Fähigkeiten des Spielers an diesem Ort: Der Amile-Wald ist FinFins Lieblingsort, an dem er sich am meisten aufhält. Hier spielt, frisst und schläft er. Hier kann man ihm sehr gut beim Fliegen und Ausüben seiner Kunststückchen beobachten, oder ihm beim Singen zuhören. Hier kann der Spieler durch das Betätigen der Leertaste FinFin eine „Lemo“-Beere zum Fressen anbieten, die er je nach Befinden annimmt oder ablehnt. |

| Beschreibung und Aussehen des Ortes: Hier wachsen die bunten „Lemo“-Beeren, die FinFin zwischendurch frisst. Der Ort ähnelt einem Tal, das mit Bergen umringt ist, auf denen Tannen wachsen. Mittig im Tal wachsen die „Lemo“-Büsche, die stets neue Blüten und Beeren bilden. Im Vordergrund befindet sich ein pflanzenreicher Hügel mit musizierenden Blumen und zwei laublosen Bäumen. Bezug auf Beobachtung und Fähigkeiten des Spielers an diesem Ort: FinFin besucht das Tal um seinen Hunger auf Beeren zu stillen. Hier kann man ihm dabei beobachten, wie er die Büsche mehrmals umkreist und nach reifen Beeren Ausschau hält. Hat er eine gefunden, zupft er sie im Schwebeflug vom Busch, um sie im Anschluss zu vertilgen. An diesem Ort kann der Spieler auch durch das Betätigen der Leertaste mit einer Trommel (Neuro-Drum genannt) im Takt schlagen. Wenn FinFin dabei nicht anwesend ist, beginnen einige Pflanzen zu musizieren. Nach einiger Zeit erscheinen Tiere, die beim Konzert mitmachen. Sobald FinFin auftaucht, hören die Pflanzen auf mit der Musik und die Tiere verschwinden nacheinander. |

| Beschreibung und Aussehen des Ortes: Man befindet sich an einer kleinen Waldlichtung, umringt mit hohen Bäumen. Die Bäume sehen Nadelbäumen ähnlich, welche goldbraunglänzende Nüsse tragen, die man in manchen Nächten in den Wipfeln funkeln sehen kann. Die Sträucher, Büsche und Farne an der Lichtung ähneln Dschungelpflanzen. Auf dem Boden der Lichtung liegt ein hohler Baumstamm und eine große Menge an Nüssen bzw. deren Schalen. Bezug auf Beobachtung und Fähigkeiten des Spielers an diesem Ort: FinFin besucht den Wald, um seinen Hunger auf „Tsubu“-Nüsse zu stillen. Hier kann man ihn dabei beobachten, wie er die Nüsse von den Bäumen schüttelt, indem er durch die Baumwipfel fliegt. Anschließend frisst er die am Boden liegenden Nüsse. |

| Beschreibung und Aussehen des Ortes: Die Geheimbucht ist ein kleiner Seitenverlauf des Remse-Flusses, der in dem Dickicht des Dschungels verläuft und dort endet. Im Bild sieht man zwei gegenüberliegende breitere Uferstücke, die von dichten Uferpflanzen umringt sind. Zwischen den Pflanzen befinden sich laublose Bäume, dessen Äste nach jedem Ortsbesuch in eine andere Richtung zeigen. An dem hinteren Uferteil steht ein Baum mit einem Loch im Stamm, der eine kleine Höhle bildet. Bezug auf Beobachtung und Fähigkeiten des Spielers an diesem Ort: FinFin kommt zu dieser Bucht, um sich zu entspannen. Daher wird dem Spieler hier empfohlen, ihn nicht zu stören. Der Spieler kann jedoch FinFin beim Schwimmen, Spielen und Fischefangen beobachten. Wenn der Spieler Glück hat, kann auch FinFins Frau an diesem Ort für einen kurzen Moment auftauchen. |

| Beschreibung und Aussehen des Ortes: Man befindet sich direkt im Remse-Fluss. Der Oberteil des Bildes befindet sich über dem Wasserspiegel, das untere Teil des Bildes ist unter Wasser. Im Vordergrund befindet sich ein Fels im Wasser, der ein durchgehendes Loch besitzt. Im Hintergrund des oberen Bildteils kann man das gegenüberliegende pflanzenreiche Ufer erkennen. Bezug auf Beobachtung und Fähigkeiten des Spielers an diesem Ort: Dieser Ort zeigt als einziger die Unterwasserwelt von TEO, und nur hier kann der Spieler FinFin beim Tauchen und Fischejagen beobachten. Selten kommt FinFins Frau zu diesem Ort. Sind beide anwesend, kann der Spieler den beiden bei einem kurzen Unterwassertanz zusehen. |

| Beschreibung und Aussehen des Ortes: Im linken Vordergrundbereich des Bildes befindet sich ein Busch aus vielen verschiedenen Pflanzen. In der Mitte befindet sich das Nest von FinFin und Finnina, das sich entweder im Bau-, End- oder Zerfallstadium befindet. Rechts im Hintergrund befindet sich ein schmaler Wasserfall, der in einem kleinen Fluss endet. Umringt wird der Platz von einem Wald aus hohen Bäumen. Bezug auf Beobachtung und Fähigkeiten des Spielers an diesem Ort: An diesem Ort kann der Spieler die Aufzucht eines Jungtiers von FinFin und seiner Frau Finnina beobachten. Durch das Betätigen der Leertaste ertönt ein lauter FinFin-Ruf, der Verschiedenes bewirken kann. Dieser „Ruf“ soll in erster Linie einen Feind namens Gminfly (fliegender Orca) verscheuchen, wenn sich dieser dem Nest zu stark genähert hat. Wenn man den „Ruf“ ausübt wird immer eine bestimmte Pflanze im Vordergrund erschreckt, welche sich ruckartig aufbläht und die Farbe verändert. Mit der Zeit beruhigt sich diese wieder und nimmt dabei ihre alte Form an. Sollte der Spieler die Taste betätigen, während sich das FinFin-Jungtier im Vordergrund befindet, dann fängt dieses an zu weinen. |

## Weitere Spiele
Außer dem Hauptspiel wurden noch weitere Spiele entworfen.

### Animated Storybook
Der Volle Titel des Spiels heißt: Animated Storybook – To Teo and back with Jack. Es handelt sich hierbei um ein kurzes englischsprachiges Point-and-Click-Spiel.

Handlung: Man reist mit dem Jungen namens Jack zum Planeten TEO und macht sich dort mit ihm auf die Suche nach FinFin.

### TanTan TEO
Das Spiel erschien in japanischer wie auch in koreanischer Sprache und war ein Musikspiel. Man steuerte FinFin mit zwei Tasten und musste dabei einen vom Spiel vorgegebenen Takt einhalten. Um ein Level zu bestehen, musste man eine bestimmte Menge an richtigen Tastenkombinationen erreicht haben.

Handlung: FinFin möchte bei einem Musikfest mitmachen, muss jedoch zuerst sein Rhythmusgefühl verbessern, bevor er teilnehmen kann. Aber mit der Hilfe seiner Freunde, kann er anschließend beim Fest mitmachen.

### TEO64 (nicht veröffentlicht)
TEO ist eine nicht erschienene Version für den Nintendo 64DD.